# Casgrain (canton)
Pour les articles homonymes, voir Casgrain.
Casgrain est un canton canadien de forme irrégulière de la région de la Chaudière-Appalaches. Il fut proclamé officiellement le 12 décembre 1863. Il couvre une superficie de 16 070 hectares.
Le canton a été divisé en neuf rangs qui comptabilise au total 389 lots. Les rangs I à VIII ont une orientation est-ouest alors que le rang A est parallèle à la route Elgin. L'on retrouve les rangs :
- I, 44 lots
- II, 44 lots
- III, 44 lots
- IV, 45 lots
- V, 45 lots
- VI, 45 lots
- VII, 45 lots
- VIII, 33 lots
- A, 44 lots

Le canton comprend la partie de la ville de Saint-Pamphile située à l'ouest de la route Elgin et la partie est de la municipalité de Saint-Adalbert.

## Toponymie
Le toponyme Casgrain rappelle le souvenir d'Olivier-Eugène Casgrain (1812-1864) qui fut notaire et le seigneur de la seigneurie L'Islet-de-Bonsecours. Il était également le gendre d'Amable Dionne, le canton voisin étant nommé en l'honneur de ce dernier.